# Simyra tjurana
Simyra tjurana är en fjärilsart som beskrevs av Max Wilhelm Karl Draudt 1936. Simyra tjurana ingår i släktet Simyra och familjen nattflyn. Inga underarter finns listade i Catalogue of Life.